# シラカンバ
シラカンバ（白樺、シラカバ）は、カバノキ科カバノキ属の落葉樹の一種。樹皮が白いことからこの名がある。

## 名前
和名のシラカンバは一般にシラカバともよばれ、樹皮が白いカバ（樺）がその名の由来である。カバはカバノキの古名「かには」が転訛したものである。和名はシラカンバやシラカバの他に、ガンビ、シロザクラなど多くの呼び名がある。中国名は、白樺。
植物分類学上、広義のシラカンバは Betula platyphylla とされる。広義のシラカバには、変種扱いでさらに下記の種が含まれる。
- シラカンバ（Betula platyphylla var. japonica）[17] - 日本に分布する種
  - キレハシラカンバ（Betula platyphylla var. japonica f. laciniata）[10] - 日本産シラカンバの品種
- エゾノシラカンバ（Betula platyphylla var. kamtschatica）[11]
- カラフトシラカンバ（Betula platyphylla var. mandshurica）[12] - 別名マンシュウシラカンバ
- コウアンシラカンバ（Betula platyphylla var. platyphylla）[9] - 基本変種

Betula platyphylla 以外のシラカンバ（シラカバ）と名のつく植物には、以下のような種がある。
- アメリカシラカンバ（Betula papyrifera）[18]
- オウシュウシラカンバ（Betula pendula）[19] - ヨーロッパ、アジア原産で、ヨーロッパのほかシベリア、カザフスタン、中国の広い範囲に分布する[20]。北米にも持ち込まれたが、外来種として扱われる[20]。
- オクエゾシラカンバ（Betula x avatshensis）[21]

## 分布
北半球の温帯から亜寒帯地方に多く見られる。基変種であるコウアンシラカンバ Betula platyphylla var. platyphylla とそれにごく近縁にオウシュウシラカンバ Betula pendula は、アジア北東部の朝鮮半島・中国、東シベリア・樺太・ヨーロッパの広い範囲に分布する。
日本では、変種の Betula platyphylla var. japonica が、本州の福井県・岐阜県以北の中部地方、関東地方北部、東北地方、北海道まで、高冷地の落葉広葉樹林帯と亜高山帯下部に分布する。特に北海道では多く見られる。高原の深山などに生え、日当たりのよい山地に群落を作って自生する。近縁種にダケカンバがあるが、シラカンバは高山には及ばず比較的低地に分布し、ダケカンバは高地に分布する。

## 形態
落葉高木の広葉樹で、樹高は10 - 25メートル (m) 。明るい場所を好む典型的な陽樹である。寿命は短く大木になるものは多くなく、大きなものでも幹径は50センチメートル (cm) ほどである。樹皮は白色で、横筋が多く薄紙のように横向きに剥がれ、枝の落ちた跡が黒く残る。樹皮が白色を保っているのは、樹齢20年からせいぜい30年が限度といわれている。ごく若い木の樹皮は暗褐色で、横長の皮目が目立つ。若い枝は暗紫褐色で毛はなく、短枝がよく発達する。葉は互生し、長さ4 - 9 cmの三角状広卵形で鋸歯がある。葉脈の数は6 - 8対ある。葉柄は長さ1.5 - 3.5 cm。秋になると黄葉する。
花期は春（4 - 5月）。雌雄同株で、葉の展開とともに、長さ5 - 7 cmほどの雄花序は、長枝の先から動物の尾状に数個垂れ下がる。雌花序は短枝に4 cmほどの細長い棒状の花穂を1個つけ、最初は立ち上がっているが、やがて下を向いて果穂をつくる。
果期は10月。果穂は長さ2 - 4 cmで垂れ下がる。果苞は長さ約4ミリメートル (mm) 。自家不和合性が強く、別の個体同士で受粉し種子を付ける。種子は3 mm程度の大きさで、風を利用して散布するのに適した薄い翼を持った形状。100グラム当たり34万個と大量に散布されるが、成木まで成長するのはごく一部である。
冬芽は互生し、雄花序以外は芽鱗に覆われて長楕円形。芽鱗は、濃褐色で4 - 6枚つき、しばしば樹脂をかぶる。雄花序の冬芽は円筒形の裸芽で、枝の先に数個つく。冬芽のわきにある葉痕は半円形や三日月形で、維管束痕が3個ある。

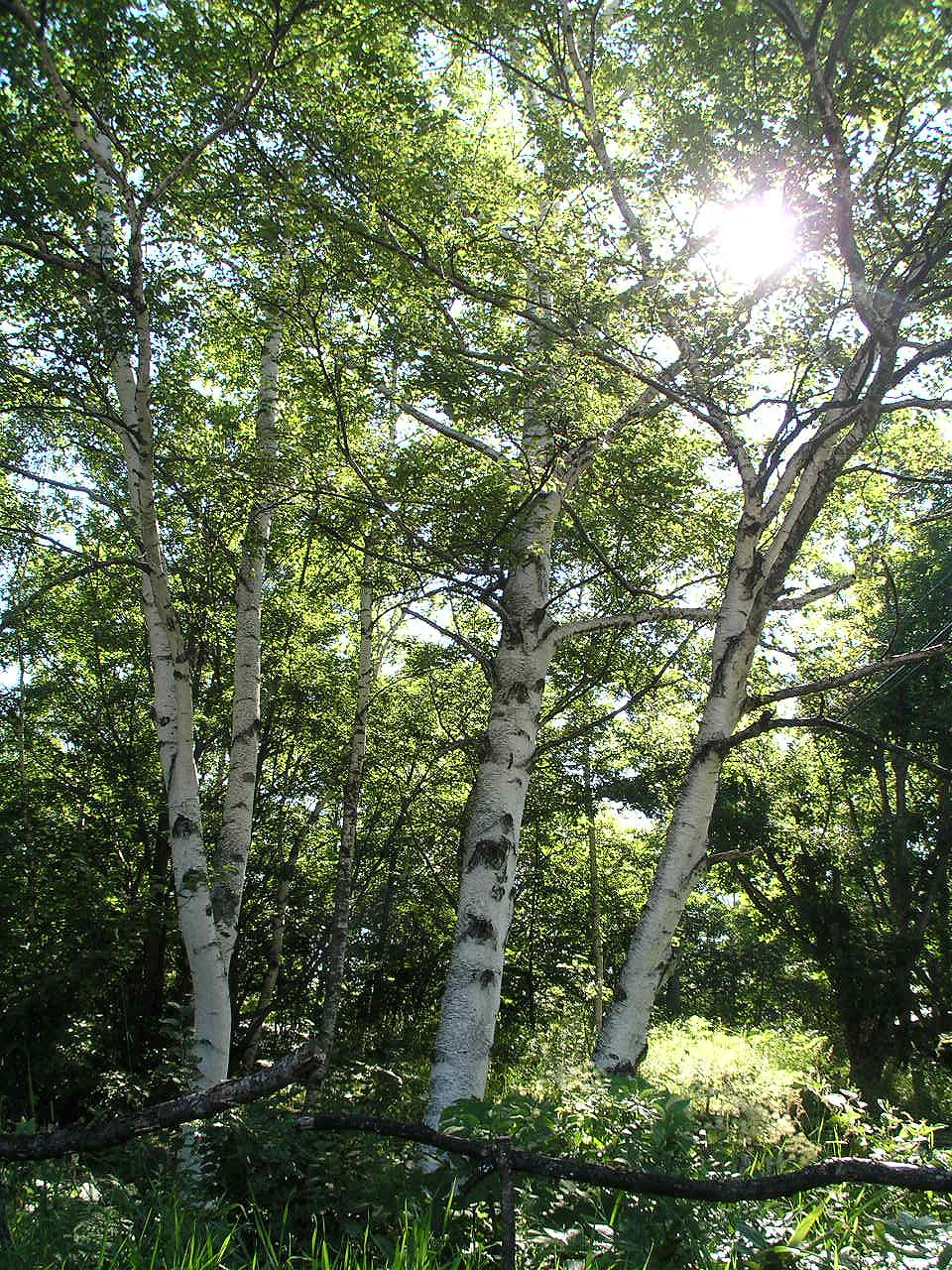
乗鞍高原の白樺
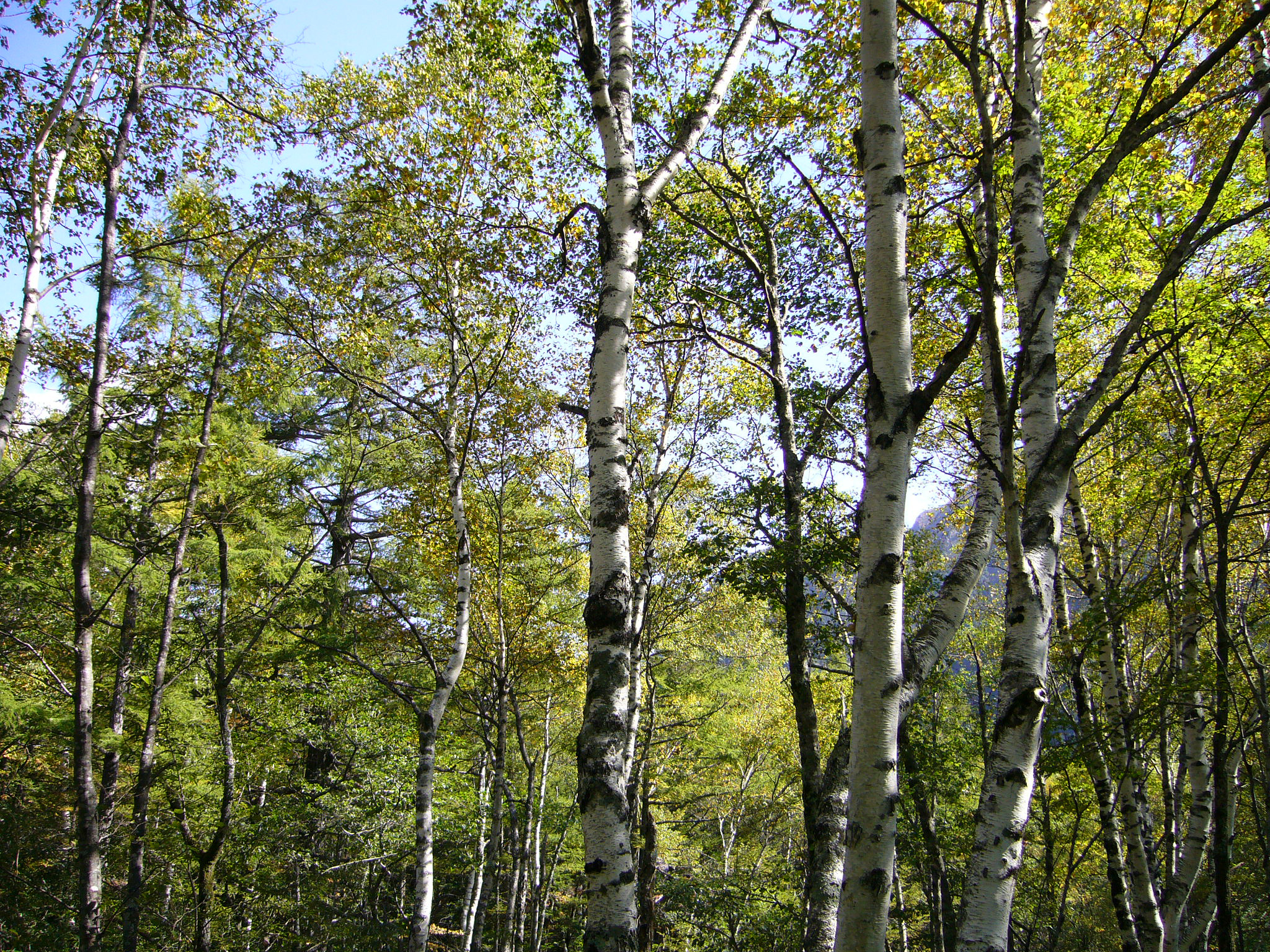
シラカンバの林（松本市上高地）
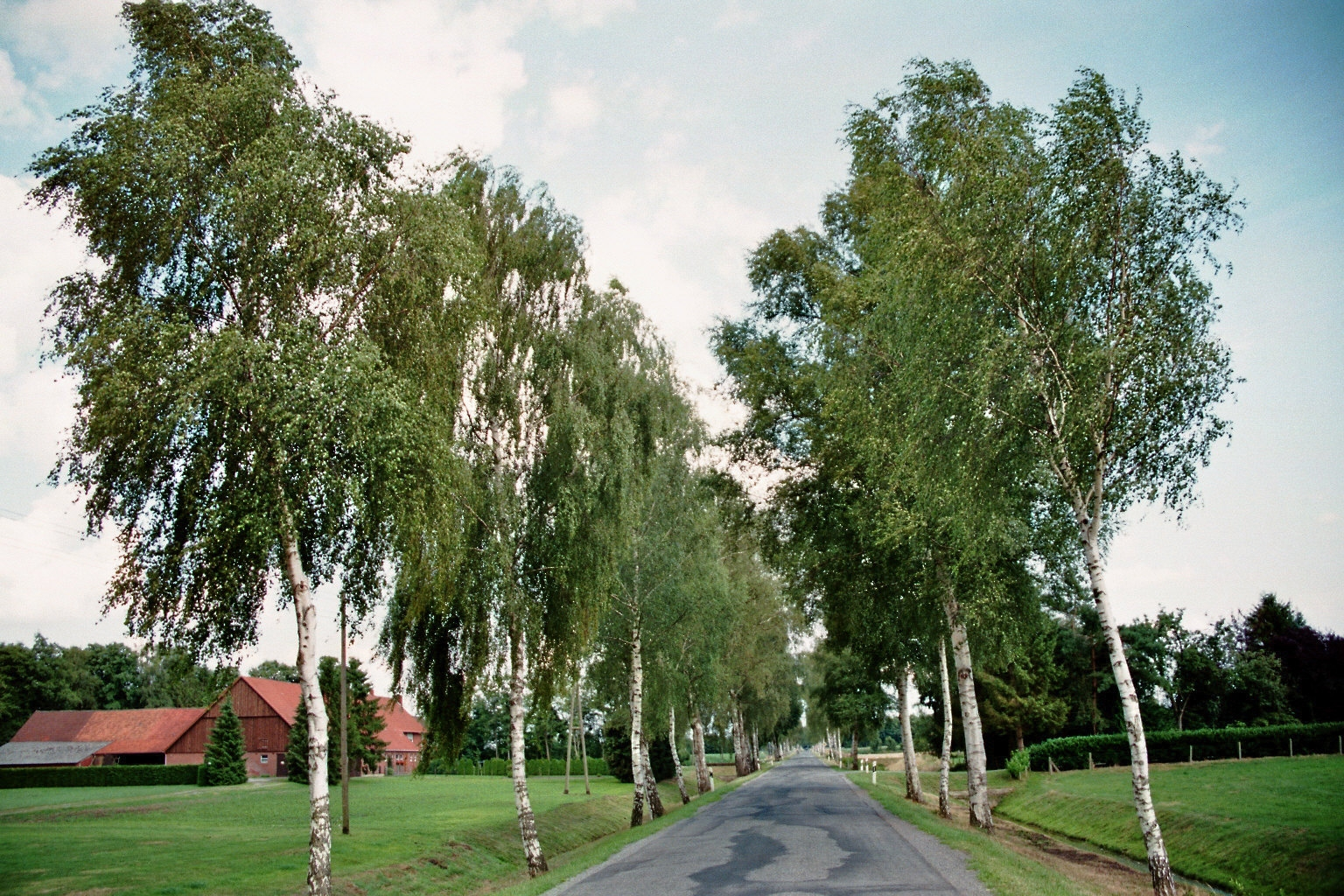
枝が枝垂れるオウシュウシラカンバ（ドイツ）
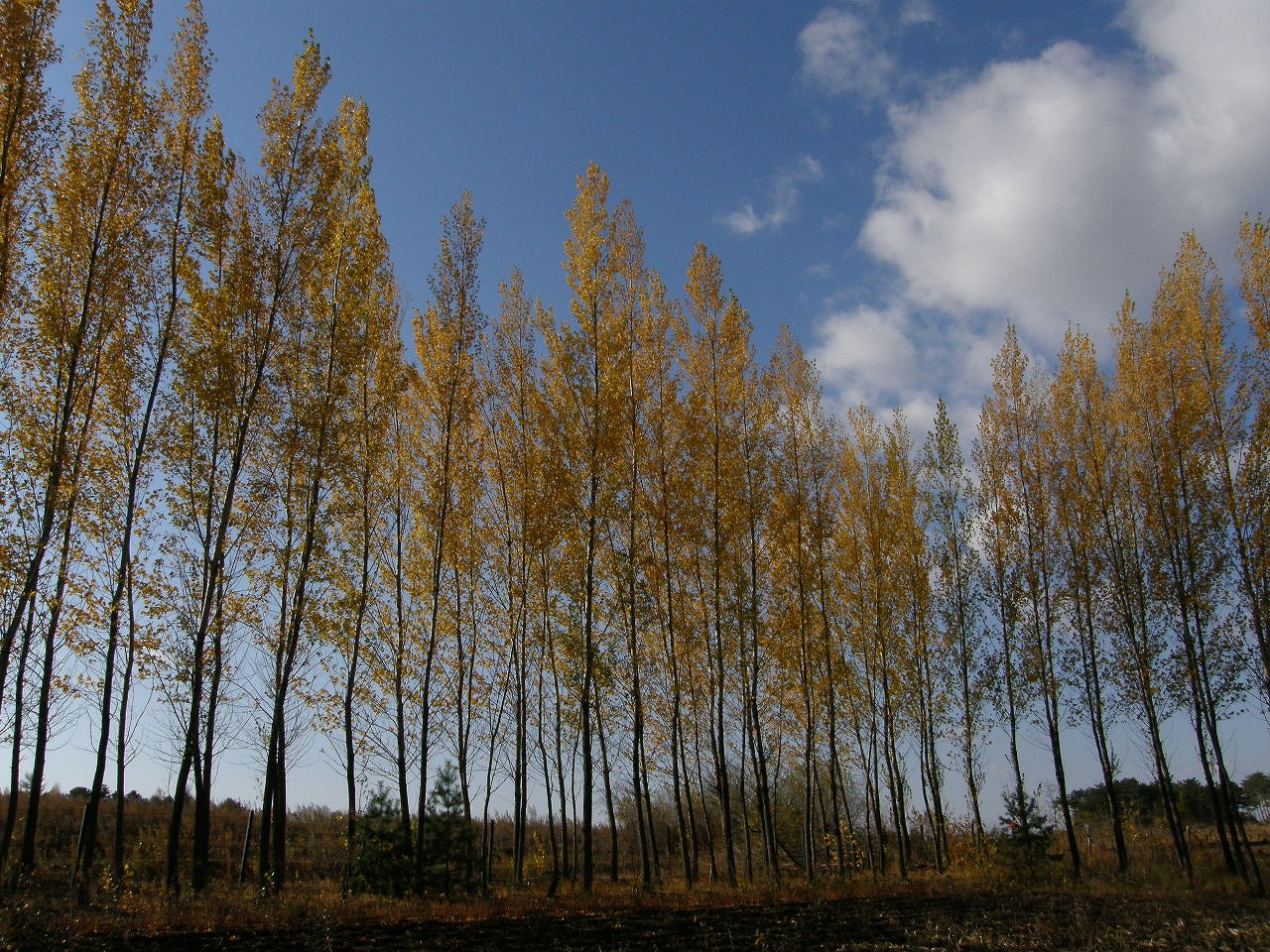
シラカンバの紅葉と樹形

## 生態
ブナ科広葉樹やマツ科針葉樹と同じく菌類と樹木の根が共生して菌根を形成することで知られる。樹木にとっては菌根を形成することによって菌類が作り出す有機酸や抗生物質による栄養分の吸収促進や病原微生物の駆除等の利点があり、菌類にとっては樹木の光合成で合成された産物の一部を分けてもらうことができるという相利共生の関係があると考えられている。菌類の子実体は人間がキノコとして認識できる大きさに育つものが多く、中には食用にできるものもある。土壌中には菌根から菌糸を通して、同種他個体や他種植物に繋がる広大なネットワークが存在すると考えられている。
シラカンバは植生遷移の初期に出現する陽樹（先駆植物）として知られる。他の樹木が育ちにくい火山灰地や砂地でも育つことができる。明るい初期の林地に生えるいわゆるパイオニア的な樹種で、山火事の跡地や崩壊地などに一斉に芽生えて生長し、純林を作る。不適地に散布された場合には地中で待機できる休眠性があり、山火事の熱を感知する事で休眠を解除して発芽する場合や、湿原が乾燥し陸地化した後に発芽する場合など、先駆種としての能力を持つ。やがてシラカンバのまわりのミズナラやトドマツなどの陰樹が大きくなって、次第に日当たりが悪くなってくると、シラカバは次々に立ち枯れする。シラカンバが立ち枯れしたあと、幹には木材腐朽菌の一種ツリガネタケなどのキノコがたくさん出てくる。塩害や煙害には弱い性質があり、台風の影響を被って一斉に枯れてしまうこともある。

## 人間との関係

### 木材
気乾比重は0.6程度、道管の配置は散孔材、心材と辺材の境および年輪は不明瞭である。
材は比較的やわらかく、腐りやすい欠点をもつが、白い肌をそのまま活かして、山小屋の内外装、ベランダの手すり、デッキ、柵などに好まれる。強い芳香がないことから食器用材としても使われる。北海道オホーツク総合振興局の津別町には国内で唯一のシラカンバ製のアイス用スプーンを作る工場がある。国産カバノキ属の木材で最も価値が高いのはウダイカンバおよびミズメであり、シラカンバはそれらに比べると劣る。

### 樹皮・枝葉
シラカンバの樹皮「樺皮」は水に強く腐りにくいため、世界各国の自生地では細工物に使われたり、油分を多く含んで容易に燃えるので松明としても使われたり、水を通さず長持ちするので北ヨーロッパなどでは屋根葺きの材料に使われる。特に北アメリカ、北ヨーロッパ、北東アジアなどでは、シラカンバ樹皮を使った生活用具が多く作られた。北アメリカでは、アルゴンキンインディアンがシラカンバ樹皮製のカヌーを19世紀ごろに製作していた。ロシアの民俗工芸品ベレスタは、シラカンバ樹皮を使った容器である。中国大陸側では、ロール状に巻いた樹皮を浮子にして漁網につけられている。またシラカンバの樹皮は丈夫で薄くはがれる性質から、紙が普及する以前にはユーラシア大陸北部の広い地域で筆記媒体に用いられた（樺皮写本）。
日本国内においては、長野県や岩手県の一部地域では、盆の迎え火、送り火に「樺皮」とよばれるロール状に巻いたシラカンバの樹皮を焚く。アイヌはシラカンバ皮を巻き上げた松明をチノイエタッ（我らが巻いた樺皮）と呼び、先端を割った木に挟んで点火したものを夜間のサケ漁の照明、あるいはハレの日の照明に用いた。また、樹皮を焚いた煤はシヌイェ(入れ墨)を入れる際の染料にも用いられた。
サウナ文化はフィンランド周辺が発祥と言われるが、現地ではサウナで汗を流し、シラカンバ類の枝を箒状に束ねたもので体を叩いて汗や垢を落とす風習がある。この枝を束ねたものはフィンランド語名で  vasta もしくは vihtaと呼ぶ。

### 食用・薬用
シラカンバの幹に傷をつければ、樹液がしたたり落ちる。とりわけ春先の芽吹く直前の時期ならば採取できる樹液の量も多く、甘みもあり飲用可能である。アイヌはこの樹液を「タッニ・ワッカ」（シラカバの水）と呼び、水場がない場所で野営する際の、炊事の水に用いてきた。樹液からシロップ、煮詰めて白樺糖、さらには酒が造られる。樹液に含まれる成分にヒトの表皮の保湿を促進する効用があることから化粧品にも利用される。
ロシアでは、雪解けの頃近郊の森に出かけ樹液を飲む習慣がモスクワにも残っており、「百薬の長だと今でも信じている」と報道されている。民間療法で、シラカンバに寄生するチャーガ（和名：カバノアナタケ）というキノコを胃腸の調子が悪い時にお茶のようにして飲む風習がある。ソルジェニーツィンの『ガン病棟』ではガンの民間薬として書かれている。

### 花粉症
風媒花であるため花粉症の原因にもなる。日本ではスギ、ヒノキを一般に欠く北海道（主に道央以東、以北など）においてシラカンバの花粉症が多いことで知られる。シラカンバの花粉症の陽性者はしばしば果物にも反応し、特にバラ科植物（リンゴ、ナシ、モモ、サクランボなど）と重複反応を示すことで知られている。北海道におけるシラカンバ花粉症の陽性率には地域性があり、道北や道東の沿岸部では比較的低いという。

### 防災・風致
遷移初期に出現する種であり、痩せ地にや乾燥に耐えることから草本やマツ類などと並んで荒廃地の治山緑化用として用いられることがある。庭園樹にも使われる。

### 象徴
皇室では、平成時代の皇后・美智子のお印になっている。
ヨーロッパでは、五月祭にシラカンバの葉や花で飾り付けたメイポール (Maypole) を広場に立て、その周りを踊りながら廻るという風習があった。ルーン文字のひとつにこれをあらわすものがある。
シラカンバの花言葉は、「光と豊富」「柔和」「あなたを待ちます」などとされている。盛大な結婚式のことを「華燭の典」というが、この華燭とはシラカバなどの樺の樹皮を松明にして明るくすることを指す言葉である。
　　

### 都道府県・市町村の木に指定する自治体
日本において、高原を代表する樹木で、長野県の県木に指定されているほか、市町村の木に指定する地方自治体もある。
- 長野県
- 北海道小樽市、帯広市、千歳市、深川市、遠別町、音更町、上士幌町、鶴居村、中標津町、ニセコ町、浜中町、陸別町、赤井川村、美瑛町
- 岩手県久慈市
- 福島県鮫川村、下郷町
- 群馬県嬬恋村、片品村
- 栃木県日光市
- 山梨県富士吉田市
- 長野県大鹿村、立科町、富士見町、茅野市、佐久穂町
- 奈良県野迫川村

その他、フィンランドでは事実上の国の木として扱われている。